# إعصار هوغو
إعصار هوغو كان إعصارًا استوائيًا مدمرًا أثر على العديد من الدول والمناطق الواقعة في شمال شرق البحر الكاريبي، وجنوب الولايات المتحدة الأمريكية في سبتمبر (أيلول) 1989، ويُعد إعصار هوغو هو الإعصار الاستوائي الحادي عشر والعاصفة المسماة الثامنة والإعصار السادس وثاني إعصار كبير
يقع خلال موسم أعاصير الأطلسي لعام 1989، وتسبب في وفاة 67 شخصًا على الأقل كما أحدث أضرارًا قُدرت بحوالي 11 مليار دولارًا أمريكيًّا (ما يُعادل 28 مليار دولار أمريكي في عام 2024)، مما جعله آنذاك الإعصار الأكثر تكلفة على الإطلاق.
نشأ إعصار هوغو من مجموعة من العواصف الرعدية التي تشكلت بالقرب من الرأس الأخضر في 10 سبتمبر (أيلول) 1989، ثُمّ اندمجت هذه المجموعة معًا لتشكل منخفضًا جويا استوائيًا وتعززت قوتها لتتحول إلى العاصفة الاستوائية هوغو بالتزامن مع تقدمها غربًا عبر المحيط الأطلسي لعدة أيام. وفي 13 سبتمبر (أيلول) 1989، تحولت العاصفة الاستوائية هوغو إلى إعصار استمر في التكثيف حتى 15 سبتمبر (أيلول) 1989 عندما بلغت سرعة رياحه المداومة ذروتها عند 160 ميلًا في الساعة (255 كم/ساعة)، مما جعله يُصنّف كإعصار من الفئة الخامسة على مقياس سافير-سيمبسون. وفي الفترة ما بين يومي 17 و21 سبتمبر (أيلول) 1989، وصل إعصار هوغو إلى غوادلوب، وسانت كروا، وبورتوريكو، وأخيرًا إلى ولاية كارولينا الشمالية بالولايات المتحدة الأمريكية، مصحوبًا برياح عاتية. ضعفت قوة الإعصار في الداخل وازدادت سرعته شمالًا فوق شرق الولايات المتحدة الأمريكية، وتحول إلى إعصار خارج مداري في 23 سبتمبر (أيلول) 1989 قبل أن يُلاحظ لآخر مرة في أقصى شمال المحيط الأطلسي في 25 سبتمبر (أيلول) 1989.
كان إعصار هوغو هو أقوى إعصار يضرب شمال شرق البحر الكاريبي منذ إعصار ديفيد الذي وقع عام 1979، كما اعتُبر الإعصار الأقوى الذي يضرب الولايات المتحدة القارية منذ إعصار كاميل الذي وقع عام 1969. وبسبب الآثار التدميرية الفادحة لإعصار هوغو، حُذف اسم هوغو من قائمة أسماء الأعاصير المدارية الأطلسية. تحملت غوادلوب القدر الأكبر من الخسائر والأضرار الناجمة عن الإعصار، وخاصة في جزر ليوارد، حيث فقد ثلاثة آلاف منزل أسقفها، مما ساهم في نزوح 35 ألف شخص من منازلهم. كذلك كان إعصار هوغو هو الإعصار الأكثر تكلفة على الإطلاق في مونتسيرات، حيث تسبب في انهيار شبكة الكهرباء في الجزيرة بالكامل، وتعرضت تسعون بالمائة من منازل الجزيرة إلى أضرار فادحة في الأسقف بعد أن ضربتها عين الإعصار. استمرت آثار الإعصار في كل من جزر العذراء وبورتوريكو، مخلفةً أضرارًا مادية قُدّرت بما يزيد عن مليار دولارًا أمريكيًّا، كما سُجِّلت هبات رياح بلغت سرعتها 270 كم/ساعة في سانت كروا، حيث لقي ثلاثة أشخاص حتفهم، وتجاوزت قيمة الأضرار المُقدّرة في الممتلكات 500 مليون دولارًا أمريكيًا، مع تضرر أكثر من 90 بالمائة من المباني في الجزيرة. كذلك وقعت أضرار واسعة النطاق في بورتوريكو كنتيجة لإعصار هوغو، وانقطعت خدمات الكهرباء والمياه في معظم أنحاء الجزيرة، ولقي ثمانية أشخاص حتفهم، كما وشُرِّد ما يقرب من 28 ألف شخصًا بسبب الإعصار. وفي الولايات المتحدة الأمريكية، ضربت عاصفة ساحلية ولاية كارولينا الجنوبية بارتفاع قياسي في منسوب المياه، وصل إلى 6.2 متر (20.2 قدمًا) بالقرب من مدينة ماكليلانفيل. وألحقت العاصفة والرياح القوية أضرارًا جسيمة بالمباني والبنية التحتية في جميع أنحاء ولاية كارولينا الجنوبية، وتسببت في وفاة 13 شخصًا. وتبعت الفيضانات والرياح إعصار هوغو عبر معظم أنحاء شرق الولايات المتحدة الأمريكية إلى شرق كندا. ألحق إعصار هوغو أيضًا أضرارًا واسعة النطاق بالمحاصيل الزراعية، ففي غوادلوب، دمّر الإعصار محصول الموز بالكامل بالإضافة إلى معظم أشجار جوز الهند ومحصول قصب السكر، كما تسبب فقدان الموائل في انخفاض أعداد الخفافيش في مونتسيرات بمقدار 20 ضعفًا، بينما انخفضت أعداد العديد من أنواع الطيور المتوطنة أو اختفت في جميع أنحاء شرق البحر الكاريبي، كما أُجبرت أعداد من الطيور الساحلية في ولاية كارولينا الجنوبية على الانتقال إلى مسافة 200 ميل (320 كم) داخل البلاد. وبالإضافة إلى ذلك، تضررت الغابات الواقعة بين ولاية كارولينا الجنوبية وولاية فرجينيا بشدة؛ ففي ولاية كارولينا الجنوبية وحدها، قُدرت خسائر الأخشاب بنحو 1.04 مليار دولارًا أمريكيًّا.

## التسلسل الزمني للأحداث
نشأ إعصار هوغو في الرأس الأخضر، حيث تطور من مجموعة من العواصف الرعدية المرتبطة بموجة استوائية لوحظت لأول مرة وهي تتحرك قبالة سواحل إفريقيا في 9 سبتمبر (أيلول) 1989، بالقرب من الرأس الأخضر، وهي نفس الموجة الاستوائية التي سيتسبب جزءًا منها لاحقًا في ظهور إعصار ريموند في شرق المحيط الهادئ. تطور هذا الاضطراب في اليوم التالي مُشكلًا منخفضًا جويًّا استوائيًّا على بعد حوالي 125 ميلاً (200 كم) جنوب الرأس الأخضر، ثُم اشتدت قوة ذلك المنخفض الجوي الناشئ أثناء تقدمه غربًا على طول خط العرض 12 شمالًا وعبر المحيط الأطلسي الاستوائي، ووصل إلى قوة العاصفة الاستوائية في 11 سبتمبر (أيلول) 1989، ثُم وصل إلى قوة الإعصار في 13 سبتمبر (أيلول) 1989 عندما كان على بعد حوالي 1265 ميلاً (2035 كم) شرق جزر ليوارد. أدى وجود منطقة أخرى من الضغط المنخفض شمال بورتوريكو إلى حدوث فجوة في مرتفعات الأصور، مما تسبب في تحول إعصار هوغو تدريجيًا نحو الغرب والشمال الغربي مع تباطؤ سرعته الأمامية.

## التأثيرات
| الدولة                   | عدد الوفيات | الخسائر والأضرار المادية |
| ------------------------ | ----------- | ------------------------ |
| أنتيغوا وباربودا         | 2           | $200 مليون               |
| جزر العذراء البريطانية   | —           | $50 مليون                |
| دومينيكا                 | —           | $20 مليون                |
| غوادلوب                  | 11          | $880 مليون               |
| مونتسرات                 | 10          | $260 مليون               |
| الأنتيل الهولندية        | 11          | $50 مليون                |
| بورتوريكو                | 8           | $2 مليار                 |
| سانت كيتس ونيفيس         | 1           | $46 مليون                |
| الولايات المتحدة القارية | 21          | $7 مليار                 |
| جزر العذراء الأمريكية    | 3           | $500 مليون               |

### منطقة الكاريبي
كان إعصار هوغو هو أقوى عاصفة اجتاحت شمال شرق منطقة الكاريبي منذ إعصار ديفيد الذي ضرب المنطقة عام 1979. وقد وقدّر نموذج أعاصير البحر والبحيرات والفيضانات البرية أن الفيضانات الناجمة عن إعصار هوغو أدت إلى ارتفاع منسوب المياه الساحلية بمقدار 3-4 أقدام (0.91-1.22 متر) فوق ارتفاعات المد والجزر الطبيعية على طول جزيرة سانت كروا والطرف الشرقي لبورتوريكو، وهو ما يعادل ارتفاعات فيضانات عاصفة بحوالي 7-8 أقدام (2.1-2.4 متر)، كما قدّر أن منسوب المياه ارتفع بمقدار 2-3 أقدام (0.61-0.91 متر) فوق المعدل الطبيعي على طول الساحل الشمالي لبورتوريكو. وتراوح متوسط هطول الأمطار على جزر الكاريبي بين 5 و10 بوصات (130 و250 ملم). كذلك أفاد المركز الوطني للأعاصير في تقريره الأولي بشأن إعصار هوغو، أن الإعصار خلف 28 حالة وفاة في شرق البحر الكاريبي بينما أفادت التقارير الإعلامية بوقوع أكثر من 30 حالة وفاة، وبأن ما يصل إلى 100000 شخصًا قد أصبحوا بلا مأوى في جميع أنحاء المنطقة بسبب إعصار هوغو.